# Phyllogomphoides duodentatus
Phyllogomphoides duodentatus – gatunek ważki z rodziny gadziogłówkowatych (Gomphidae). Występuje na terenie Ameryki Środkowej.